# Scoglitti
Scoglitti is een plaats (frazione) in de Italiaanse gemeente Vittoria (RG). Bij Scoglitti liggen de resten van de Oud-Griekse stad Kamarina.